# Aesopus myrmecoon
Aesopus myrmecoon är en snäckart som beskrevs av Dall 1916. Aesopus myrmecoon ingår i släktet Aesopus och familjen Columbellidae. Inga underarter finns listade i Catalogue of Life.